# Seoul Samsung Thunders
Seoul Samsung Thunders (Coreano: 서울 삼성 썬더스) es un equipo de baloncesto coreano con sede en Seúl, que compite en la KBL, la primera categoría del baloncesto del país. Su principal patrocinador es Samsung Electronics.
El club se fundó en 1978, y tenía su sede originalmente en Suwon, pero en 1992 se trasladó a la capital coreana. Disputa sus partidos como local en el Jamsil Arena, con capacidad para 13.409 espectadores.

## Palmarés

### Nacional
- KBL

Campeón (2): 2000–01, 2005–06
Finalista (3): 2007–08, 2008–09, 2016-17

### Continental
- ABA Club Championship

Campeón (3): 2001, 2007, 2010

## Posiciones en Liga
| - 1997 - 8º - 1998 - 9º - 1999 - 6º - 2000 - 3º - 2001 - 1º - 2002 - 8º - 2003 - 4º - 2004 - 5º | - 2005 - 5º - 2006 - 1º - 2007 - 5º - 2008 - 2º - 2009 - 2º - 2010 - 6º - 2011 - 6º - 2012 - 10º | - 2013 - 6º - 2014 - 8º - 2015 - 10º - 2016 - 5º - 2017 - 2º - 2018 - 7º |